# Ficedula dumetoria
El papamoscas pechirrufo (Ficedula dumetoria) es una especie de ave paseriforme de la familia Muscicapidae propia del sudeste asiático.

## Distribución y hábitat
Se encuentra distribuido por la peninsula malaya, Sumatra, Borneo, Java y algunas de las islas menores de la Sonda (Lombok, Sumbawa y Flores). Su hábitat natural son los bosques húmedos tropicales.

## Taxonomía
El papamoscas pechirrufo fue descrito científicamente en 1864 por Alfred Russel Wallace, como Erythromyias dumetoria. En 1879 Richard Bowdler Sharpe describió la especie Erythromyias  muelleri, que terminó considerándose una subespecie del papamoscas pechirrufo. Posteriormente fue trasladado al género Ficedula.
En la actualidad se reconocen dos subespecies:
- F. d. dumetoria (Wallace, 1864) - se encuentra en Java y las islas menores de la Sonda;
- F. d. muelleri (Sharpe, 1879)	- presente en la península malaya, Sumatra y Borneo.

Anteriormente se consideraba que había una tercera subespecie, Ficedula dumetoria riedeli, pero en la actualidad se clasifica como una especie separada, el papamoscas de las Tanimbar.